# 5 septembre 2003
Le vendredi 5 septembre 2003 est le 248e jour de l'année 2003.

## Décès
- Colette Moreux (née le 19 mai 1928), sociologue franco-canadienne
- Herbert Rosenkranz (né le 7 juillet 1924), historien autrichien
- James Rachels (né le 30 mai 1941), philosophe américain
- Kir Boulytchev (né le 18 octobre 1934), écrivain soviétique de science-fiction
- Richard Boutet (né le 11 novembre 1940), réalisateur, scénariste, producteur et monteur canadien
- Yūji Aoki (né le 9 juin 1945), dessinateur japonais de manga

## Événements
- En Corse, la voiture de Christine Clerc, journaliste du journal Le Figaro, est criblée de balles à Tolla. Elle était l’auteur d’un article qui avait soulevé le ressentiment des milieux nationalistes qui le considéraient comme autant d’insultes et de provocations.
- Découverte des astéroïdes (115059) Nagykároly, (128177) Griffioen, (133250) Rubik
- Sortie du film American Pie : Marions-les !
- Sortie du film Coffee and Cigarettes
- Sortie du film Les Aventures de Porcinet
- Début de la saison 2003-2004 de la Celtic League